# 6-甲基香豆素
6-甲基香豆素是一种香豆素衍生物，化学式C10H8O2。它是难溶于热水的白色固体。富马酸、对甲酚与72%硫酸在160—180°C下反应，可得到6-甲基香豆素。
6-甲基香豆素可用作香料，能够往食物中添加香猪殃殃的气味。它可能导致光照性皮炎。